# Włodzimierz Puzio
Włodzimierz Puzio (ur. 1 czerwca 1920 w Czeladzi, zm. 27 lipca 1993 w Warszawie) – polski lekkoatleta, płotkarz i sprinter, później trener lekkoatletyczny, a także tancerz i pianista.
Był czołowym lekkoatletą w Polsce pierwszych lat po II wojnie światowej. Specjalizował się w biegu na 400 metrów przez płotki, ale z powodzeniem startował również w biegu na 400 metrów.
Na pierwszych powojennych mistrzostwach Polski w 1945 zwyciężył w biegu na 200 metrów. Mistrz Polski w biegu na 400 metrów w 1946, w biegu na 400 metrów przez płotki w 1946, 1947, 1948, 1949 i 1950, a także w sztafecie 4 × 400 metrów w 1946, 1947 i 1950. Wicemistrz w sztafecie 4 × 100 metrów w 1946 i w biegu na 400 metrów przez płotki w 1952 oraz brązowy medalista w biegu na 400 metrów i sztafecie 4 × 100 metrów w 1947 oraz w biegu na 200 metrów przez płotki w 1953.
W latach 1949-1952 wystąpił w 5 meczach reprezentacji Polski (6 startów), bez zwycięstw indywidualnych.
Rekordy życiowe:
| Konkurencja                     | Data i miejsce               | Wynik | Źródło |
| ------------------------------- | ---------------------------- | ----- | ------ |
| bieg na 400 metrów              | 12 października 1947, Kraków | 50,9  | [ 4 ]  |
| bieg na 400 metrów przez płotki | 31 lipca 1949, Warszawa      | 55,6  | [ 5 ]  |

Był zawodnikiem Cracovii i Gwardii Kraków. Po zakończeniu kariery zawodniczej był trenerem lekkoatletycznym. Jego podopiecznymi był m.in. Andrzej Zieliński. W 1966 wyjechał wraz z grupą polskich trenerów do Meksyku, by przygotowywać tamtejszych zawodników do letnich igrzysk olimpijskich w 1968.
Oprócz działalności sportowej był również tancerzem Opery Poznańskiej, a także pianistą, wykonawcą dzieł Chopina.